# Queen Elizabeth II Stadium
Das Queen Elizabeth II Stadium ist ein Sportstadion in Enfield im Norden von London in England.

## Geschichte
Der Bau des Stadions begann im Jahr 1939, wurde jedoch erst nach dem Ende des Zweiten Weltkrieges fertiggestellt. 1953 wurde der Hauptpavillon fertiggestellt, dieser steht inzwischen unter Denkmalschutz. Die damals noch hauptsächlich als Leichtathletikstadion benutzte Arena wurde nach Elisabeth II. benannt.
Der 2001 gegründete Enfield Town FC einigte sich 2008 auf einen Umbau zu einem Fußballstadion. 2018 wurde das Stadion zu einem der Austragungsorte der CONIFA-Weltfußballmeisterschaft 2018.

## Beschreibung
Das Stadion verfügt über eine Haupttribüne sowie über eine kleinere Gegentribüne. Hinter den Toren befinden sich zwei überdachte Ränge. Die Laufbahn verfügt über 6 Bahnen.